# Beyeria pax
Beyeria pax är en skalbaggsart som beskrevs av Jacobson, Kistner och Abdel-galil 1987. Beyeria pax ingår i släktet Beyeria och familjen kortvingar. Inga underarter finns listade i Catalogue of Life.